# Barbara Stadlhuber
Barbara „Babsi“ Stadlhuber (* 1. April 1975; † 14. Februar 2025) war eine Österreicherin und Wiesn-Kellnerin in München, Deutschland.
Stadlhuber studierte bis zum Jahr 2000 Tourismusmanagement an der Johannes-Kepler-Universität in Linz. Mit ihrer Diplomarbeit gewann sie 2000 den österreichischen Jugend-Tourismuspreis. 2005 arbeitete sie als Kellnerin im Hofbräu-Zelt. Ein Foto eines Fotografen der Agentur Reuters, das sie mit acht Maß abbildete, wurde in mehr als 500 Zeitungen weltweit veröffentlicht und machte sie weltweit bekannt und berühmt. Sie wurde zur Oktoberfest-Legende bzw. Ikone. Dort kellnerte sie etliche Jahre. Das Gastronomiehandwerk hatte sie im familieneigenen Hotel Stadlhuber im oberösterreichischem Kremsmünster erlernt, wo sie auch später wieder arbeitete und sich engagierte. 2016 führte sie den Gästebetrieb. 2007 veröffentlichte sie als Sängerin „Wiesn-Babsi“ das Lied Endlich wieder Wiesn, das zum Kulthit auf dem Münchner Oktoberfest wurde und sie zum „Kult-Star“ machte. Wiesn-Babsi wurde dadurch ihr Spitzname.
Die alleinerziehende Mutter starb Mitte Februar 2025 mit 49 Jahren an Folgen einer Darmkrebserkrankung und hinterließ drei Kinder.